# Storia di Piera (film)
Storia di Piera è un film del 1983 diretto da Marco Ferreri, tratto dall'omonimo libro di Piera Degli Esposti e Dacia Maraini.

## Trama
Eugenia e Lorenzo hanno una figlia di nome Piera. La condizione mentale della madre non è delle migliori e si aggrava col trascorrere degli anni. Il film percorre la vita di Piera dalla nascita fino all'età adulta, dai ragazzi del quartiere che le vanno dietro alla relazione omosessuale con Arianna, mentre anche il padre attraversa un periodo in manicomio. Piera inizia a lavorare come sarta, ma avrà più successo a teatro.

## Produzione
Il film è stato girato a Sabaudia, Latina, Pontinia e Cinecittà nell'ottobre 1982.

## Colonna sonora
La colonna sonora del film presenta il brano Sei bellissima, cantato da Loredana Bertè, con testo di Claudio Daiano e musica di Gian Pietro Felisatti.

## Distribuzione
Fu presentato in concorso al 36º Festival di Cannes, dove Hanna Schygulla vinse il premio per la miglior interpretazione femminile.

## Riconoscimenti
- 1983 - Festival di Cannes
  - Prix d'interprétation féminine a Hanna Schygulla
  - Candidatura Palma d'oro a Marco Ferreri
- 1983 - David di Donatello
  - Candidatura Migliore attrice protagonista a Hanna Schygulla
  - Candidatura Migliore scenografia a Marco Ferreri
  - Candidatura Migliori costumi a Nicoletta Ercole
- 1983 - Centro di ricerca per la narrativa e il cinema
  - Efebo d'oro